# Хароуз, Ян
Ян Хароуз (чеш. Jan Charouz; род. 17 июля 1987, Прага) — чешский автогонщик, чемпион F3000 International Masters в сезоне 2006 года, победитель серии Ле-Ман в сезоне 2009 года. В сезоне 2010 года был тест-пилотом в Формуле-1 в команде Renault, а также выступал в Формуле Renault 3,5 и в чемпионате Auto GP.

## Автогоночная карьера

### Renault F1 Team
В сезоне 2010 года Ян Хароуз стал тест-пилотом в команде Renault F1. Как тест-пилот он участвовал в заседаниях Renault F1 Team и он мог быть набран на практики бесплатно в официальных цветах команды Renault F1. Хароуз работал в тесном сотрудничестве с командой, а также участвовал в рекламных мероприятиях. 18 марта 2010 года, Хароуз протестировал Renault R29 в первый раз в своей карьере на трассе Сильверстоун.

### Мировая серия Рено
Ян Хароуз участвовал в мировой серии мировой серии Renault в сезоне 2010 года в составе команды P1 Motorsport.

### Auto GP
Ян Хароуз в сезоне 2010 года участвовал в чемпионате Auto GP.

## Серия Ле-Ман

### 2009
Хароуз участвовал в полном сезоне 2009 года Серии Ле-Ман серии и в «24 часах Ле-Мана». Ян Хароуз вместе с его партнёрами по команде Томашом Энге и Штефаном Мюкке занял четвёртое место в 24 часах Ле-Мана.

## Дебют в Формуле-1
24 ноября 2011 года было объявлено, что Ян Хароуз дебютирует в Формуле-1 за рулём болида команды HRT, выступив в первой практике во время Гран-при Бразилии 2011 года.